# Hvasser
Hvasser est une île habitée de la commune de Færder, dans le comté de Vestfold en Norvège.

## Description
L'île de 3,6 km2 est la seconde île de la municipalité et se trouve sur le côté est de Tjøme. Elle est reliée par pont à Brøtsø et Tjøme jusqu'à Tønsberg.
Le village de Hvasser est situé au centre de l'île. Il se trouve sur la rive ouest de l'Oslofjord. L'église de Hvasser date de 1903.
L'île est une destination de vacances d'été populaire. Elle abrite divers sentiers de randonnée et plages de baignade. Au port de Sandøsund il y a un restaurant, une galerie, un musée et un magasin général. Hvasser est également la station-pilote pour les navires entrant et sortant du fjord d'Oslo.
Tjønneberget est le point culminant de l'île à 42 mètres au-dessus de niveau de la mer.

## Aire protégée
- La réserve paysagère de Storemyr-Fagerbakken créée en 1984 au sud-est de l'île[3]
- La réserve naturelle de Pirane créée en 2006 au sud de l'île[4].
- La Zone de conservation des plantes et des animaux de Sønstegård créée en 2006, au sud de l'île[5].

## Galerie

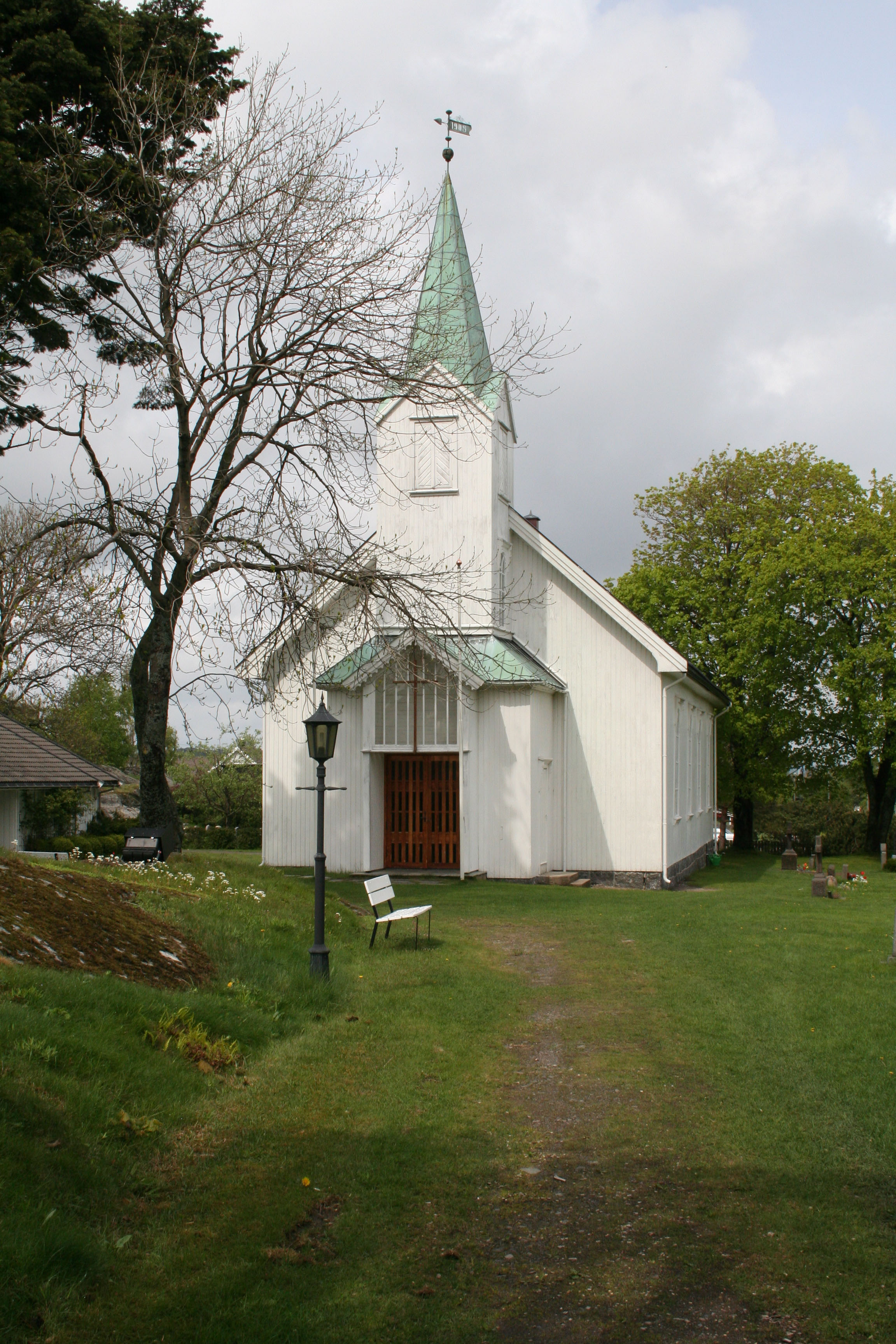
Église de Hvasser
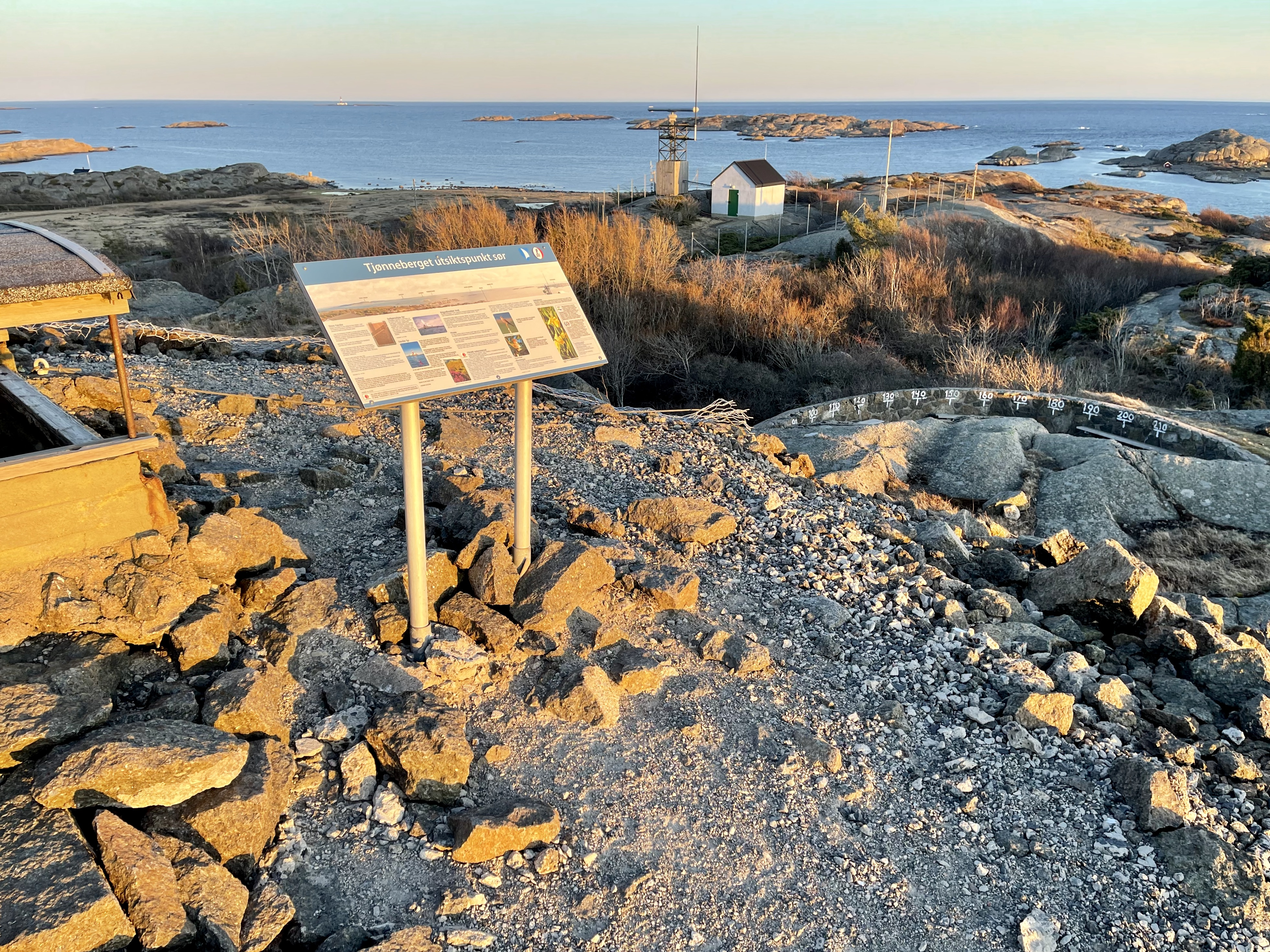
Tjønneberget
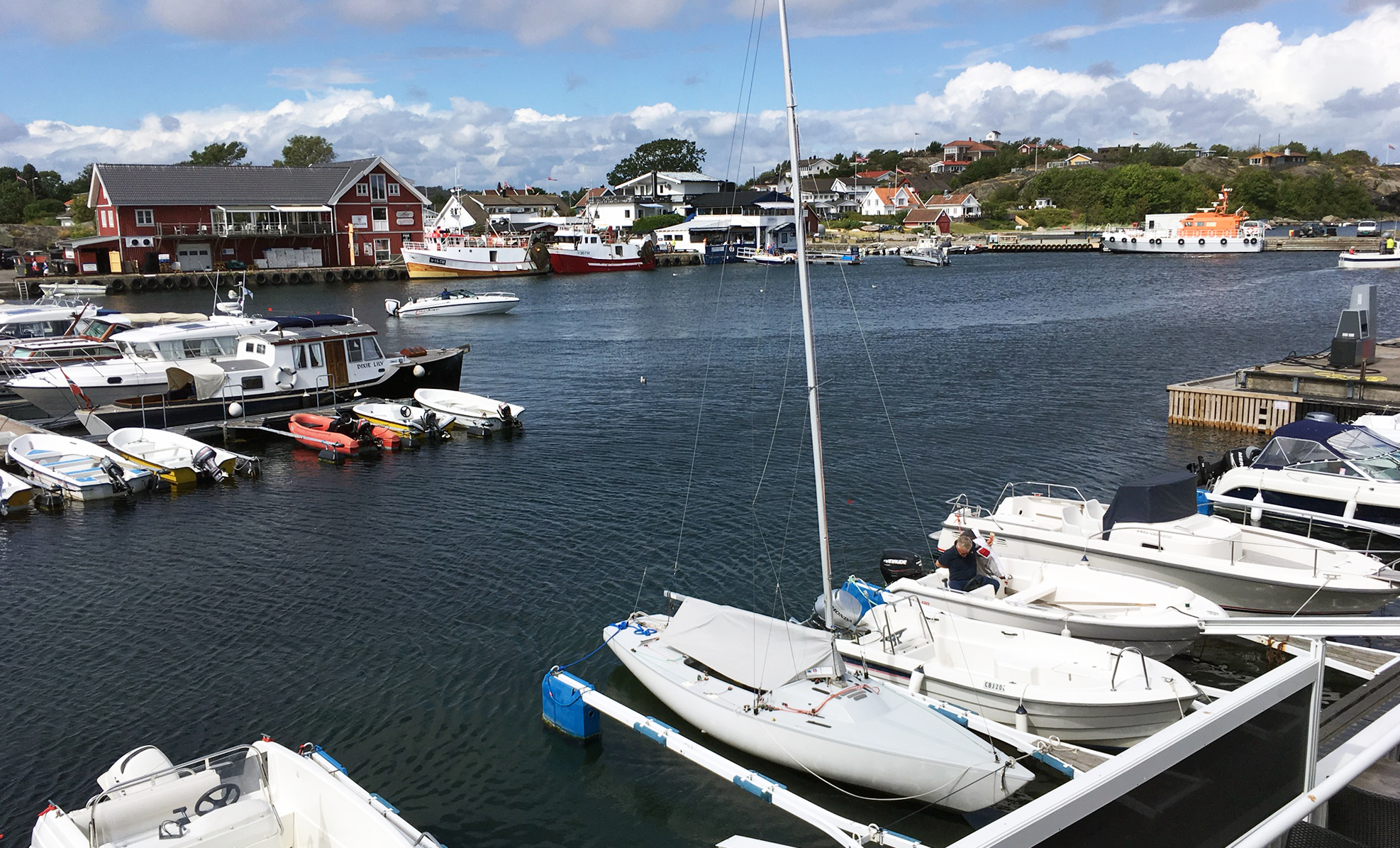
Port de Sandøsund